# Laggåsskogen
Laggåsskogen är ett ca 7 400 hektar stort skogsområde i Gustav Adolfs socken i Hagfors kommun i Värmland. Området är beläget i Tiomilaskogen mellan Hagfors och Malung. Marken ägs sedan 1600-talet av kyrkan och är den största sammanhängande kyrkoskogen i Karlstads stift. En långdragen och komplicerad tvist om rätten till marken pågick under flera hundra år innan den till slut fick sin lösning 1966.

## Historik
Hur Laggåsskogen hamnade under kyrkans ägande är inte känt. Karlstads stift skriver att det skall ha varit en gåva "från gudsälskande människor", men kan inte precisera vilka dessa givare skulle ha varit. Någon gång under 1600-talet hamnade skogen under Ekshärads pastorat, som området då tillhörde. Inledningsvis ska skogen främst ha bringat inkomster i form av arrenden från det 20-tal torpare som fanns utspridda på egendomen.
När Ekshärads pastorat delades 1820 blev skogen en gåva till den nybildade Norra Ny församling. När inkomsterna från skogsbruket började bli värdefulla under andra halvan av 1800-talet försökte Ekshärad att få tillbaka rätten till skogen. Man hävdade att det bara var arrendeinkomsterna som hade innefattats i gåvan till Norra Ny och att marken fortfarande tillhörde Ekshärad. Man skrev utan framgång till regeringen för att få det fastställt.
Under  början av 1900-talet tog kronan över skogen med hänvisning till den oklara historiken bakom ägandet. Flera rättsprocesser följde där såväl Ekshärads församling som torparna på skogen försökte få rätt till skogen. Skogen förblev dock kronoegendom fram till 1966 då, efter ett beslut i Högsta domstolen, en ny rättegång hölls. Norra Ny och de övriga församlingarna som idag uppgått i Övre Älvdals församling fick rätten till skogen och alla inkomster därifrån. Ekshärads församling fick nöja sig med en kompensation på 200 000 kronor.
Idag förvaltas Laggåsskogen som så kallad prästlönetillgång av Karlstads stift som delar ut hälften av inkomsterna till Övre Älvdals församling. Inkomsterna på 2,4 miljoner kronor stod 2011 för 35 procent av församlingens inkomster.

## Kyrkoreservatet
Vid sydöstra stranden av Storsjön har Karlstads stift inrättat ett kyrkoreservat under nament Casperstället. Reservatet omfattar 3,5 hektar mark med resterna av ett torp och spår efter odlings- och slåttermark. Torpet började byggas 1838 av soldaten Jan Jönsson Rapp och togs senare över av hans son Casper Jansson (1835-1922) som fick ge namn åt kyrkoreservatet. Boningshuset revs på 1950-talet, men uthus finns fortfarande kvar. Ängsmarken hyser ett 60-tal olika växtarter och hålls öppen genom årlig slåtter sedan början av 2000-talet.